# Rashid III bin Ahmad Al Mu'alla
Rashid III bin Ahmad Al Mu'alla (in arabo راشد بن أحمد المعلا‎?; Umm al-Qaywayn, 1932 – Londra, 2 gennaio 2009), è stato emiro di Umm al-Qaywayn dal 1981 al 2009.

## Biografia
Rashid III bin Ahmad nacque nel forte di Umm al-Qaywayn ed era figlio dell'emiro Ahmad II bin Rashid. Nell'infanzia fu educato memorizzando il Corano. Nel 1968 il padre lo nominò principe ereditario. Assistette il padre nei negoziati che portarono nel 1971 alla formazione degli Emirati Arabi Uniti. 
Il 21 febbraio 1981, giorno della morte del padre, gli succedette come emiro. Lavorò con saggezza per lo sviluppo dell'emirato attraverso la realizzazione di diversi progetti che contribuirono a migliorare la vita della popolazione e curando l'aumento dei servizi. Morì a Londra il 2 gennaio 2009. Fu quindi dichiarato un periodo di lutto nazionale durata di una settimana. Gli succedette il figlio Saud.